# Вевер, Сис
Хиллегинюс (Сис) Вевер (нидерл. Hilleginus "Sies" Wever; 17 февраля 1947, Бейлен — 18 августа 2018, Эммен) — нидерландский футбольный вратарь.
В 1970-е годы выступал за амстердамский «Аякс» и МВВ из Маастрихта.

## Биография
Сис Вевер родился на северо-востоке Нидерландов в деревне Бейлен (провинция Дренте), расположенной в 15 км от Ассена. С 8 лет он начал играть в футбол за местную команду «Бейлен»; Вевер с самого начала карьеры выступал на вратарской позиции. В 16 лет Сис перешёл в «СК Ассен» и сразу попал в первую команду.
С 18 или 19 лет Вевер стал выступать за любительскую сборную Нидерландов, а также за сборную провинции Дренте. В апреле 1970 года Сис отправился на пару дней потренироваться в составе бельгийского «Андерлехта», который проявлял интерес к голкиперу.
В 1970 году Сис играл с братьями ван де Керкхоф за сборную Нидерландов на чемпионате Европы среди любительских национальных команд. Во многом благодаря отличной игре Вевера его команда дошла до финала, где встретилась с Испанией. Испанцы были явными фаворитами, так как в их составе были игроки из Примеры, но финал завершился вничью 1:1. Спустя один день в переигровке испанцы потерпели поражение 1:0. На том матче присутствовал журналист Мартен де Вос, рассказавший Ринусу Михелсу о молодом талантливом голкипере из Дренте.
В июне 1970 года Вевер стал игроком амстердамского «Аякса».

«Мне позвонила по телефону моя мама и сообщила, что кто-то вызвал меня в Амстердам. Позже начальник нашей команды подтвердил, что мной интересуются люди из „Аякса“. После этого состоялась встреча в кафе в Ассене, на которой присутствовали представители „Аякса“ — Яп Хордейк и Нол Бойнк. После встречи в Ассене последовал телефонный разговор с Яп ван Прагом, состоявшийся уже в Амстердаме. Частью сделки по переходу было то, что „Аякс“ летом 1970 года должен был провести выставочную игру в Ассене. Я дебютировал за „Аякс“ именно в Ассене, и это было очень особенным, так как за игрой наблюдало более 10 тысяч зрителей».
Летом 1970 года основной голкипер «Аякса» Герт Балс перешёл в «Витесс», таким образом первым вратарём клуба стал Хейнц Стёй, а вторым Сис Вевер. Однако официальный дебют молодого голкипера в первой команде «Аякса» состоялся лишь в конце сезона 1970/71, в последнем туре чемпионата. В гостевом матче против «Гоу Эхед», состоявшемся 6 июня 1971 года, Сис впервые в сезоне вышел в стартовом составе, но только из-за того, что Стёй был травмирован. Михелс решил поставить в ворота Вевера, но он в итоге пропустил 4 мяча; амстердамцы проиграли со счётом 4:1.

«Я был несчастлив в „Аяксе“, так как попросту не играл. Я хорошо ладил с Хейнцом, но в то время проклинал тренеров. Если парень стоял на воротах, то, значит, так должно было быть. В Кубке европейских чемпионов, в матчах против „Фейеноорда“ и ПСВ он всегда играл хорошо. Я помню матч, в котором Хейнц допускал ошибку за ошибкой. Я предположил, что в следующей игре против „Арсенала“ буду играть я. Однако Ковач продолжал верить в Хейнца…».
В 1973 году у Вевера появился шанс проявить себя, так как тренер Георг Кнобел посадил на запасную лавку самого Хейнца Стёя. Несмотря на отсутствие игровой практики, Сис в начале сезона 1973/74 стал первым голкипером «Аякса». В первых четырёх матчах чемпионата он пропустил всего три гола, а также отыграл один матч на ноль.

«Перед матчем пятого тура против клуба „НАК“ я понял, что не готов к игре, потому что вспомнил, что за год до этого я сделал ошибку в кубковом матче против НАК. После этого случая я надолго оказался на скамейке запасных».
Покинув «Аякс» в 1974 году, Вевер перешёл в клуб МВВ из Мастрихта, но спустя два сезона решил вернуться в любительский футбол; выступал за «Хогевен» и «Эммен», а в 1982 году присоединился к клубу «Дрентина», в котором выступал до 1984 года. Через некоторое время Сис стал начальником второй команды клуба «Дрентина».

## Личная жизнь
Вевер женился в Ассене летом 1970 года, незадолго до переезда в Амстердам; на его свадьбе присутствовал президент «Аякса» Яп ван Праг. Проживал в пригороде Эммена.

## Достижения
«Аякс»
- Чемпион Нидерландов (2): 1971/72, 1972/73
- Обладатель Кубка Нидерландов (2): 1970/71, 1971/72
- Обладатель Кубка европейских чемпионов (3): 1970/71, 1971/72, 1972/73
- Обладатель Суперкубка УЕФА (2): 1972, 1973
- Обладатель Межконтинентального кубка: 1972

## Статистика выступлений
| Клуб             | Сезон            | Чемпионат Нидерландов | Чемпионат Нидерландов | Кубок Нидерландов | Кубок Нидерландов | Итого | Итого |
| Клуб             | Сезон            | Игры                  | Голы                  | Игры              | Голы              | Игры  | Голы  |
| ---------------- | ---------------- | --------------------- | --------------------- | ----------------- | ----------------- | ----- | ----- |
| Аякс             | 1970/71          | 1                     | −4                    | 0                 | 0                 | 1     | −4    |
| Аякс             | 1971/72          | 2                     | −1                    | 0                 | 0                 | 2     | −1    |
| Аякс             | 1972/73          | 0                     | 0                     | 1                 | −2                | 1     | −2    |
| Аякс             | 1973/74          | 7                     | −7                    | 1                 | 0                 | 8     | −7    |
| Аякс             | Итого            | 10                    | −12                   | 2                 | −2                | 12    | −14   |
| МВВ              | 1974/75          | 9                     | −12                   | 0                 | 0                 | 9     | –12   |
| МВВ              | 1975/76          | 11                    | −22                   | 0                 | 0                 | 11    | –22   |
| МВВ              | Итого            | 20                    | −34                   | 0                 | 0                 | 20    | –34   |
| Всего за карьеру | Всего за карьеру | 30                    | −46                   | 2                 | –2                | 32    | –48   |